# Marit Arnstad

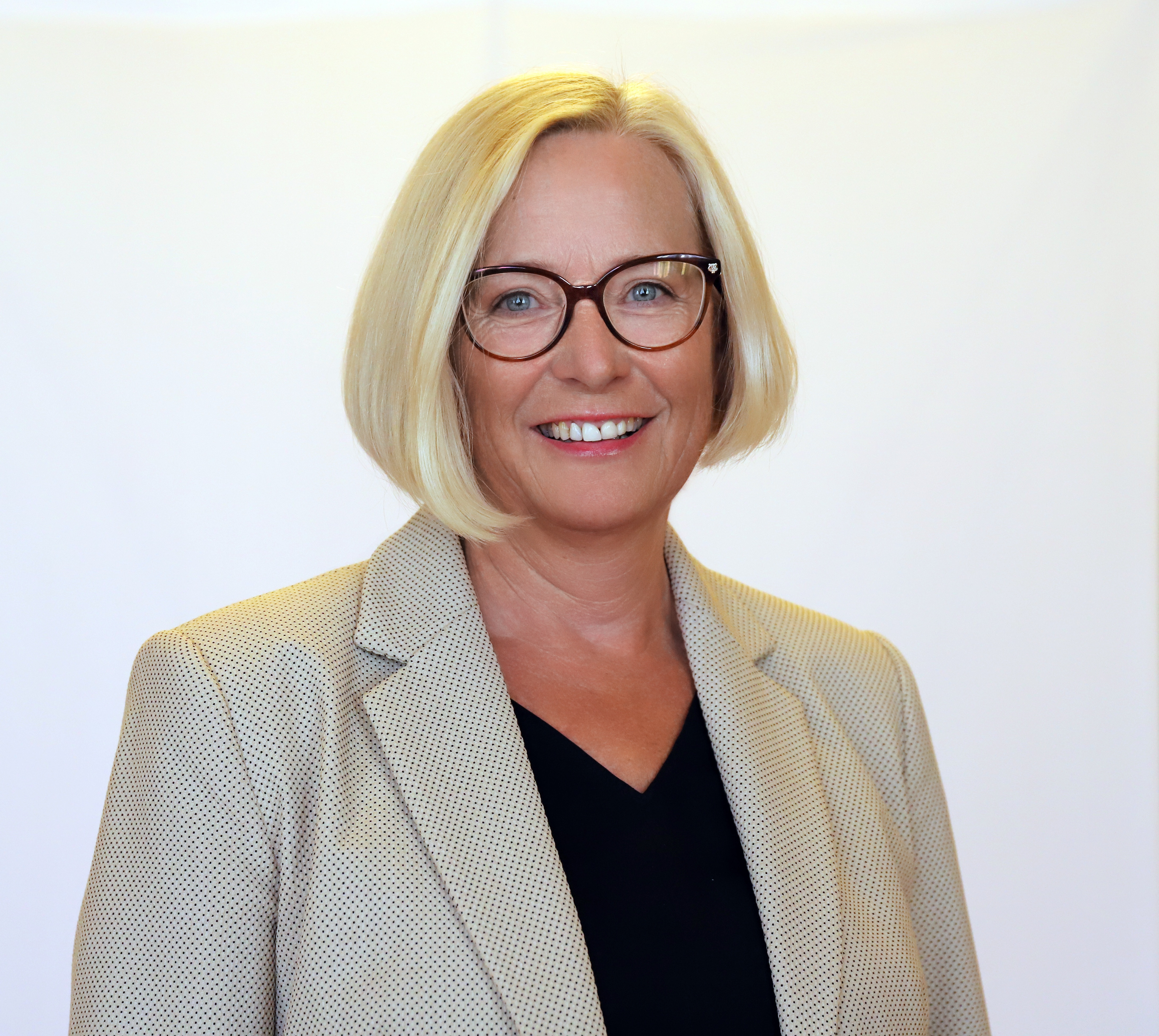
Marit Arnstad, 2020

Marit Arnstad (* 4. Mai 1962 in Stjørdal) ist eine norwegische Politikerin der Senterpartiet (Sp). Sie ist seit 2013 Abgeordnete im Storting und gehörte bereits von 1993 bis 1997 sowie von 2001 bis 2005 dem Parlament an. Zwischen Oktober 1997 und März 2000 war Arnstad die Erdöl- und Energieministerin und zwischen Juni 2012 und Oktober 2013 die Verkehrsministerin ihres Landes. Des Weiteren fungierte sie von 1986 bis 1988 als Vorsitzende der Parteijugend Senterungdommen.

## Leben
Arnstad beendete im Jahr 1981 die weiterführende Schule und schloss 1991 ihr Studium der Rechtswissenschaften ab. Bereits vor dem Abschluss ihres Studiums arbeitete sie zwischen 1985 und 1991 vertretungsweise als Journalistin bei Trønder-Avisa, Nationen und Verdens Gang. Des Weiteren war sie in der Jugendorganisation Senterungdommen engagiert, so fungierte sie von 1979 bis 1981 als deren stellvertretende Vorsitzende im damaligen Fylke Nord-Trøndelag. Auf Landesebene war sie zunächst von 1982 bis 1985 die stellvertretende Vorsitzende, bevor sie der Jugendpartei von 1986 bis 1988 vorstand. In den Jahren 1989 bis 1991 war sie Vizepräsidentin des Europäischen Jugendforums.
Von Oktober 1989 bis November 1990 war Arnstad zudem als persönliche Sekretärin unter Umweltschutzministerin Kristin Hille Valla tätig. Im Jahr 1992 arbeitete sie als Hauptreferentin im Miljøverndepartementet, dem Umweltschutzministerium. Während dieser Zeit engagierte Arnstad sich zudem in der EU-kritischen Organisation Nei til EF, deren Vorstand sie von 1989 bis 1997 angehörte.

### Abgeordnete und Erdöl- und Energieministerin
Bei der Parlamentswahl 1993 zog Arnstad erstmals in das norwegische Nationalparlament Storting ein. Sie vertrat dort den Wahlkreis Nord-Trøndelag und wurde Mitglied im Außenausschuss. Bei der Wahl 1997 gelang ihr nicht der Wiedereinzug und sie wurde stattdessen Vararepresentantin, also Ersatzabgeordnete.  Am 17. Oktober 1997 wurde sie in der neu gebildeten Regierung Bondevik I zur Erdöl- und Energieministerin ernannt. Von März bis August 1999 war sie wegen einer Schwangerschaft beurlaubt. Sie übte anschließend ihr Amt weiter bis zum Abtritt der Regierung am 17. März 2000 aus. Anschließend arbeitete sie als Juristin.

### Fraktionsvorsitzende und Verkehrsministerin
Im Herbst 2001 zog sie bei der Stortingswahl erneut in das Parlament ein. Dort wurde sie zunächst Mitglied im Wirtschaftsausschuss. Im April 2003 wechselte sie während der laufenden Legislaturperiode in den Verteidigungsausschuss, kurz zuvor übernahm sie den Posten der Fraktionsvorsitzenden der Senterpartiet-Gruppierung. Im Juni 2004 gab sie bekannt, dass sie bei der Wahl 2005 nicht erneut kandidieren werde. Nachdem sie wieder aus dem Storting ausgeschieden war, arbeitete sie in den Jahren 2006 bis 2012 für unterschiedliche Anwaltskanzleien. Am 18. Juni 2012 wurde sie als Nachfolgerin ihrer Parteikollegin Magnhild Meltveit Kleppa  zur neuen Verkehrsministerin in der Regierung Stoltenberg II ernannt. Das Ministeramt hatte Arnstad bis zum 16. Oktober 2013, also bis zum Abtritt der Regierung, inne.

### Rückkehr ins Storting
Nachdem sie bei der Parlamentswahl 2013 wieder in das Storting eingezogen war, ging sie nach ihrem Ausscheiden zu ihrer Tätigkeit als Abgeordnete über. Arnstad wurde die Vorsitzende des Wirtschaftsausschusses und übernahm erneut die Position der Senterpartiet-Fraktionsvorsitzenden. Im April 2014 wechselte sie vom Wirtschafts- in den Energie- und Umweltausschuss, wo sie einfach Mitglied wurde. Im Anschluss an die Wahl 2017 ging sie in den Bildungs- und Forschungsausschuss. Arnstad blieb des Weiteren die Fraktionsvorsitzende der Senterpartiet.
Nach der Stortingswahl 2021 ging Arnstad in den Außen- und Verteidigungsausschuss über und erhielt erneut den Posten als Fraktionsvorsitzende. Im Mai 2024 gab sie bekannt, dass sie bei der Wahl 2025 nicht erneut kandidieren werde. Im Februar 2025 wechselte Arnstad während der laufenden Legislaturperiode in den Energie- und Umweltausschuss.

## Privates
Marit Arnstads Zwillingsschwester Eli Arnstad ist ebenfalls als Politikerin der Senterpartiet in Erscheinung getreten. Deren Tochter Ada Arnstad war bis 2019 die Vorsitzende der Senterungdommen.